# Antonio de Calcena
Antonio de Calcena o Antonio Ruiz de Calcena. (Calatayud, ? – Tortosa, 1539) fue un religioso franciscano que llegó a ser obispo de Tortosa.

## Biografía
Fue elegido ministro provincial de su orden en el tercer capítulo provincial de la Corona de Aragón de los franciscanos observantes, celebrado en el convento de Nuestra Señora de Jesús de Barcelona el 11 de abril de 1524. Francisco de Quiñones, ministro general de la orden franciscana lo nombra comisario general de España. Dicho ministro, antes de renunciar, lo nombra vicario general el 4 de diciembre de 1527 hasta la elección del siguiente ministro general.
El día 3 de octubre de 1528 convocó una junta general de las provincias de España en el convento de San Francisco de Guadalajara donde acuerdan, entre otras cuestiones:
Ir al capítulo general de la orden que se celebrará en Italia para elegir el ministro general a pesar de la absolución de asistir realizada por Clemente VII debido a los peligros del mar y las presiones de Paolo Pisotti, comisario general ultramontano; exigir a los recién llegados a la orden un mayor esfuerzo al cumplir las regulaciones; y no admitir ningún franciscano conventual sin la licencia de su maestro provincial.
Paolo Pisotti, con la ayuda del Papa, maniobró para asegurarse la elección como ministro general de la orden, cuestionando el nombramiento de Antonio de Calcena como vicario general. En 1529 tuvo lugar el capítulo general de la orden, el cual no pudo presidir por una grave enfermedad que lo retuvo en Génova, y es nombrado Paolo Pisotti como ministro general.
En 1532 es elegido otra vez ministro provincial de la Corona de Aragón.
En 1533 el ministro general nombra tres comisarios generales, entre ellos Antonio de Calcena, para resolver las controversias entre observantes y conventuales en las provincias españolas.
El rey Carlos I, nombró en abril de 1533 una misión para evangelizar a los moriscos valencianos formada por los franciscanos Antonio de Calcena y Antonio de Guevara y el abad de Arbas, Antonio Ramírez de Haro. Fundaron 230 iglesias en la arzobispado de Valencia, 14 en el obispado de Tortosa y 10 en el de Segorbe.
El 25 de octubre de 1537 tomó posesión del obispado de Tortosa. Murió en 1539.